# Antologia en vivo (Inti-Illimani Histórico)
Antologia en vivo è il secondo album dal vivo del gruppo musicale cileno Inti-Illimani Histórico, pubblicato nel 2006.

## Descrizione
Dopo il loro esordio in studio, il gruppo decide di pubblicare un disco dal vivo nel quale recuperare alcuni dei brani più importanti appartenenti al repertorio del loro gruppo precedente, gli Inti-Illimani, arrangiati per il nuovo organico, con una particolare attenzione all'inserimento di strumenti quali la fisarmonica o il pianoforte del tutto assenti dalle incisioni originali.
Nel libretto del disco non sono presenti informazioni sui luoghi e le date delle registrazioni.
Il disco è stato pubblicato in Cile in formato CD dall'etichetta La Oreja (codice 263098).

## Tracce
1. El mercado Testaccio – 4:11 (musica: Horacio Salinas)
2. Cándidos – 4:29 (testo: Eugenio Llona – musica: José Seves)
3. Un son para Portinari – 3:15 (testo: Nicolás Guillén – musica: Horacio Salinas)
4. Tata San Juan – 4:29 (folclore aymara, prov. di Tarapacá)
5. Tinku – 3:36 (folklore boliviano)
6. Canto de las estrellas – 5:27 (testo: Víctor Jara, Moisés Chaparro – musica: José Seves)
7. Medianoche – 4:06 (testo: Patricio Manns – musica: Horacio Salinas)
8. Samba landó – 4:55 (testo: Patricio Manns – musica: Horacio Salinas, José Seves)
9. La fiesta eres tú – 4:39 (testo: Patricio Manns – musica: Horacio Salinas)
10. Mulata – 5:54 (testo: Nicolás Guillén – musica: Horacio Salinas)
11. El pueblo unido jamás será vencido – 3:44 (Quilapayún, Sergio Ortega)

Durata totale: 48:45

## Crediti

### Formazione
- Horacio Salinas: chitarra, charango, voce
- Horacio Duràn: charango, percussioni, voce
- Jorge Ball: cuatro venezuelano, flauto traverso, quena, percussioni, voce
- José Seves: chitarra, tiple colombiano, quena, cajón, voce
- Camilo Salinas: acordeón, pianoforte, voce
- Fernando Julio: contrabbasso, voce
- Danilo Donoso: percussioni, voce

### Personale tecnico
- René Castro - fotografie
- Sammy Benmayor - disegno di copertina